# Josep Pàmias i Granell
Josep Pàmias i Granell (Barcelona, 28 de novembre de 1846 - Barcelona, 11 de maig de 1895) fou un sindicalista català.
Era fill de Josep Pamias i Blay teixidor d'ofici nascut a Picamoixons i d'Anna Granell i Casas nascuda a Montblanc. Sabater de professió, era membre del consell federal de la FRE de l'AIT, assistí al congrés de Saragossa de 1872, on presidí la desena sessió, i al congrés de Còrdova. Fou membre de l'Aliança de la Democràcia Socialista i secretari general de la Unió d'Obrers del Calçat. El 1873 formà part del comitè de la Federació Local de Barcelona de la FRE de l'AIT. L'any 1877 participà en la reorganització del Centre Federal de Societats Obreres de Barcelona i assistí al congrés que va constituir el Centre Federal de Societats Obreres de Barcelona l'agost de 1877. El mes de desembre de 1880 refundà i dirigí el setmanari El Obrero. Revista social, òrgan de Federació de les Tres Classes de Vapor. Participà en la fundació del Partit Democràtic Socialista Obrer Espanyol el 1881.
El 1881 fundà l'Ateneu Obrer de Barcelona, continuador de l'Ateneu Català de la Classe Obrera. El 1883, en el congrés d'Esparreguera de Les Tres Classes de Vapor, fou designat delegat a la Conferència Obrera de París. El 1888 se separà del socialisme marxista i el juliol de 1889 assistí al congrés Possibilista de París. L'any 1890 creà el Partit Socialista Oportunista. El 1891 fou secretari de les Tres Classes de Vapor i participà en el congrés de Madrid de 1891 on s'intentà la reconstrucció de la FTRE amb el nom de Pacte d'Unió i Solidaritat.
El 1893 formà part de la comissió obrera catalana finançada per la Diputació de Barcelona que assistí a l'Exposició Universal de Chicago.
Estava casat amb Cristina Sintas. Morí el 1895 a Barcelona, al carrer Tallers, 22 2n pis, a l'edat de 48 anys.